# Сирен
Сирен је општина у Француској у западном предграђу Париза на обали Сене. Удаљена је 9,3 km од центра Париза. Ово је једна од најгушће насељених комуна у Европи. Има површину од 3,79 km² и око 45.000 становника.

## Географија
Сирен је део градског подручја  Париза ., које се издиже се на левој обали Сене , која је западна граница општине, која је одваја од других делова Париза.  Са суседима  град чини јединствени урбани континуум.
Простире се у правцу север-југ, од Питоа (франц. Puteaux)  до Сен Клу градова у департману Горња Сена.
На истоку се уздиже брдо Mont Valérien , иза којег је Натер,  у региону Ил д Франс, у департману Сенски висови.
Монт Валериен, са виисином од 163 м, највиша је тачка у граду.

## Демографија
| 1962.  | 1968.  | 1975.  | 1982.  | 1990.  | 1999.  | 2007.   | 2011.  |
| ------ | ------ | ------ | ------ | ------ | ------ | ------- | ------ |
| 39.100 | 40.616 | 37.537 | 35.187 | 35.998 | 39.706 | 447.387 | 44.683 |

## Економија
Према попису становништва из 1999. године, дистрибуција активног становништва по секторима у Сирену је била:
| Пољопривреда | Индустрија | Грађевинарство | Услуге |
| ------------ | ---------- | -------------- | ------ |
| 0,2%         | 13,1%      | 3,5%           | 83,2%  |

### Саобраћај
Париска транспортна мрежа адекватно повезује Сирен јер је интегрисана у париски системе превоза. У град се може доћи:
- градским аутобусом,
- приградском железницом,
- трамвајем,

## Галерија
- Новоизграђени део града
- Полицијска станица
- Музеј урбанизма
- Једна од цркава у Сирену

## Партнерски градови
- Крагујевац
- Хан. Минден
- Трговиште (Бугарска)
- Колменар Вијехо
- Гетинген
- Холон
- Филах
- Лондоска општина Хекни